# Acraea satis
Acraea satis là một loài loài bướm thuộc họ Nymphalidae. Loài này có ở Zimbabwe, KwaZulu-Natal, Mozambique, Tanzania và Kenya.
Sải cánh từ 55–65 mm đối với con đực và 55–70 mm đối với con cái. Cá thể trưởng thành mọc cánh từ tháng 9 tới tháng 4, đỉnh điểm vào tháng 2 và đầu tháng 3 phía nam châu Phi. Mỗi năm loài này có vài thế hệ.
Ấu trùng ăn Urera hypsilodendron và Urera trinervis phía đông châu Phi.